# Battle Island
Battle Island is een eiland dat deel uitmaakt van de Canadese provincie Newfoundland en Labrador. Het heeft een oppervlakte van 33 hectare en bevindt zich aan de oostkust van het schiereiland Labrador. Het is bekend vanwege het historisch belangrijke vissersdorp Battle Harbour.

## Geografie
Battle Island is een van de meest oostelijke punten van de regio Labrador. Het dichtstbij gelegen stuk vasteland is de 6,5 km naar het zuidzuidwesten toe gelegen Cape St. Charles, het oostelijkste stuk vasteland van Noord-Amerika. Het eiland is langs zijn noord-zuidas 1,1 km lang en heeft een maximale breedte van 500 m.
Het eiland wordt langs zijn westelijke zijde door amper 100 m aan zeewater gescheiden van Great Caribou Island (11,5 km²), het grootste eiland in de wijde omgeving. In het noordwesten wordt het kleinere Gunning Island op haar beurt door een amper 50 m brede zeestraat van Battle Island gescheiden. Die geografie zorgt ervoor dat de westkust van Battle Island aan een goed van de Atlantische Oceaan afgeschermde natuurlijke haven ligt. Die natuurlijke haven staat bekend als Battle Harbour.

## Geschiedenis
In de jaren 1770 stichtte John Slade uit de Engelse havenstad Poole aan de westzijde de nederzetting Battle Harbour. De plaats groeide al snel uit tot de belangrijkste handels- en visserijnederzetting van Labrador. Veel houten gebouwen, waaronder de zout-, bloem- en zalmopslagplaats, stammen nog uit 18e en 19e eeuw. Tijdens die bloeiperiode strekte het dorp zich ook uit over de oostkust van Great Caribou Island en het kleine Gunning Island, al lag de dorpskern steeds op Battle Island.
Het dorp had permanente bewoners tot begin jaren 1960, toen deze zich in het kader van de provinciale politiek hervestigden. Het dorp blijft tot heden in de zomermaanden echter in gebruik door vissers uit nabijgelegen plaatsen als St. Lewis en Mary's Harbour die er eigendom hebben.
In 1996 werd het volledige dorp erkend als National Historic Site of Canada. Daarbij horen de westzijde van Battle Island en het uit de jaren 1920 stammende kerkhof aan de noordzijde van het eiland.
Battle Harbour staat onder toezicht van de non-profit Battle Harbour Historic Trust, die onder meer via rondleidingen en horecavoorzieningen in een historisch kader geld inzamelt om het plaatsje te beschermen en bewaren.

## Galerij

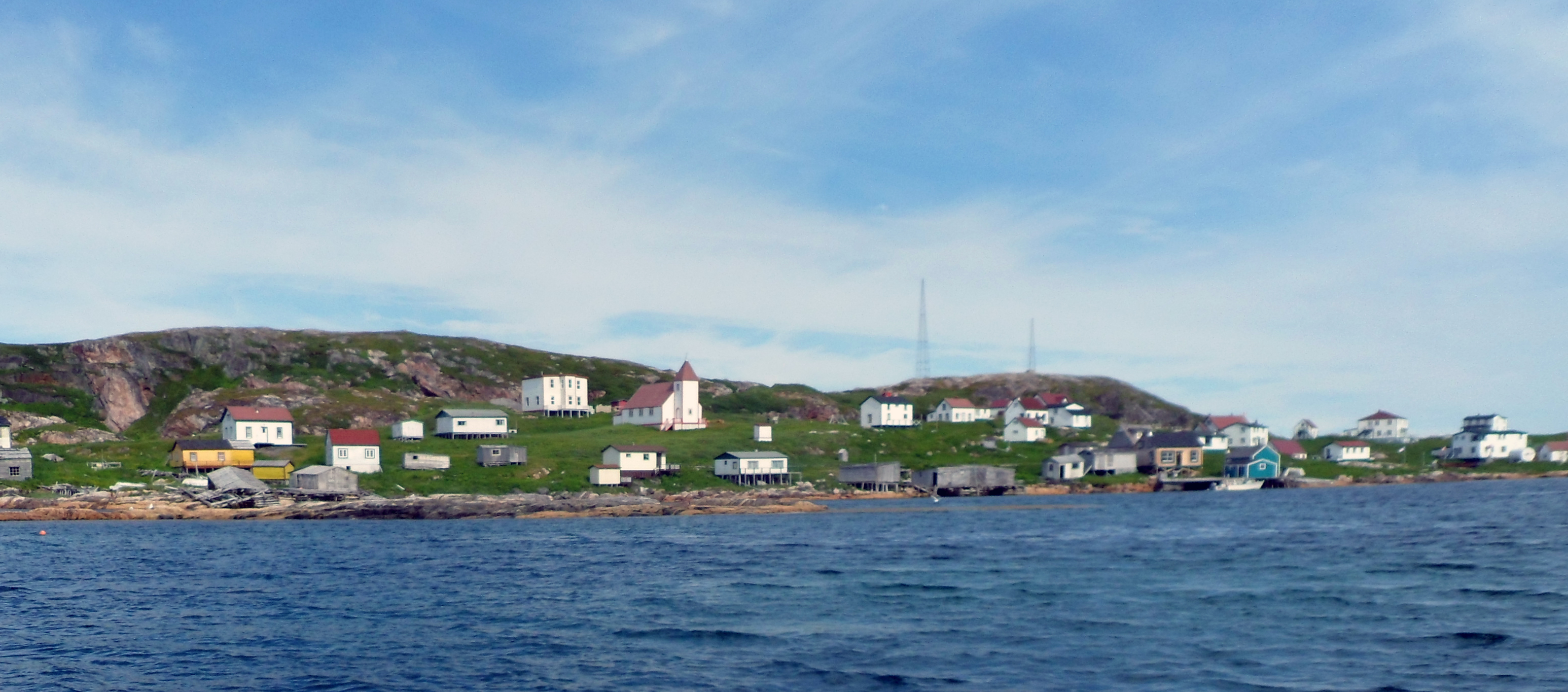
Zicht op Battle Harbour vanop een schip
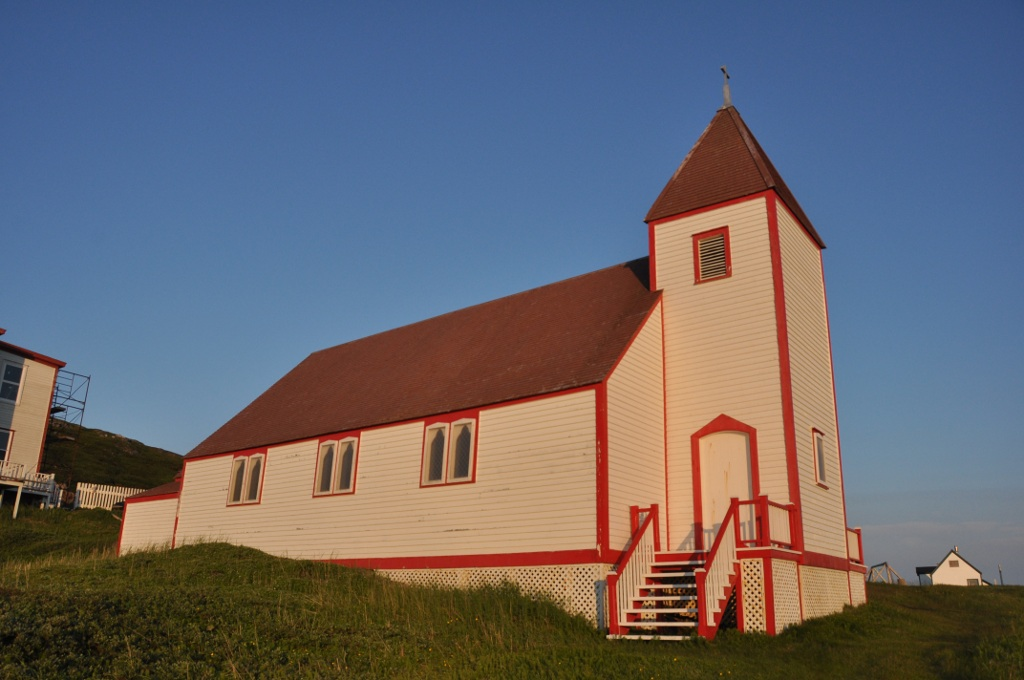
De anglicaanse St. James Church uit 1857
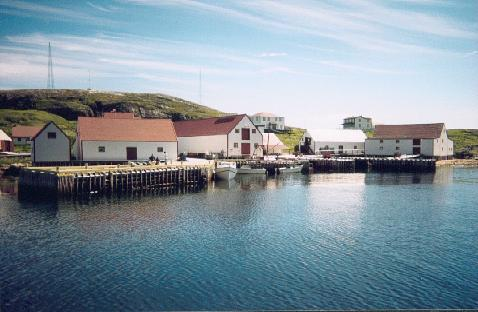
18e- en 19e-eeuwse opslaggebouwen
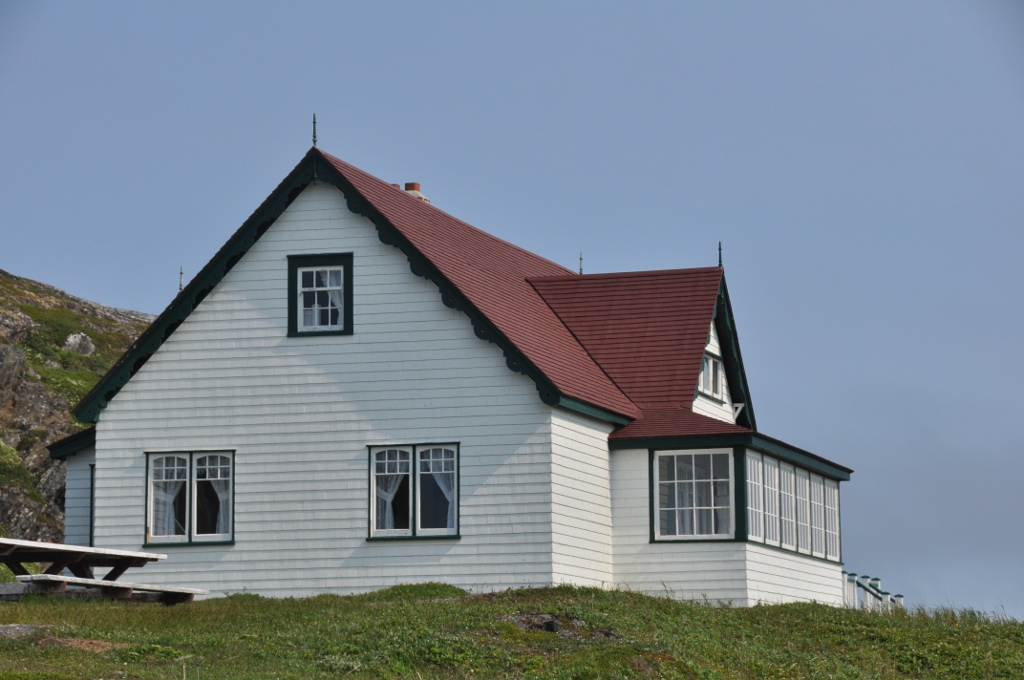
De vroeg-20e-eeuwse Grenfell Cottage
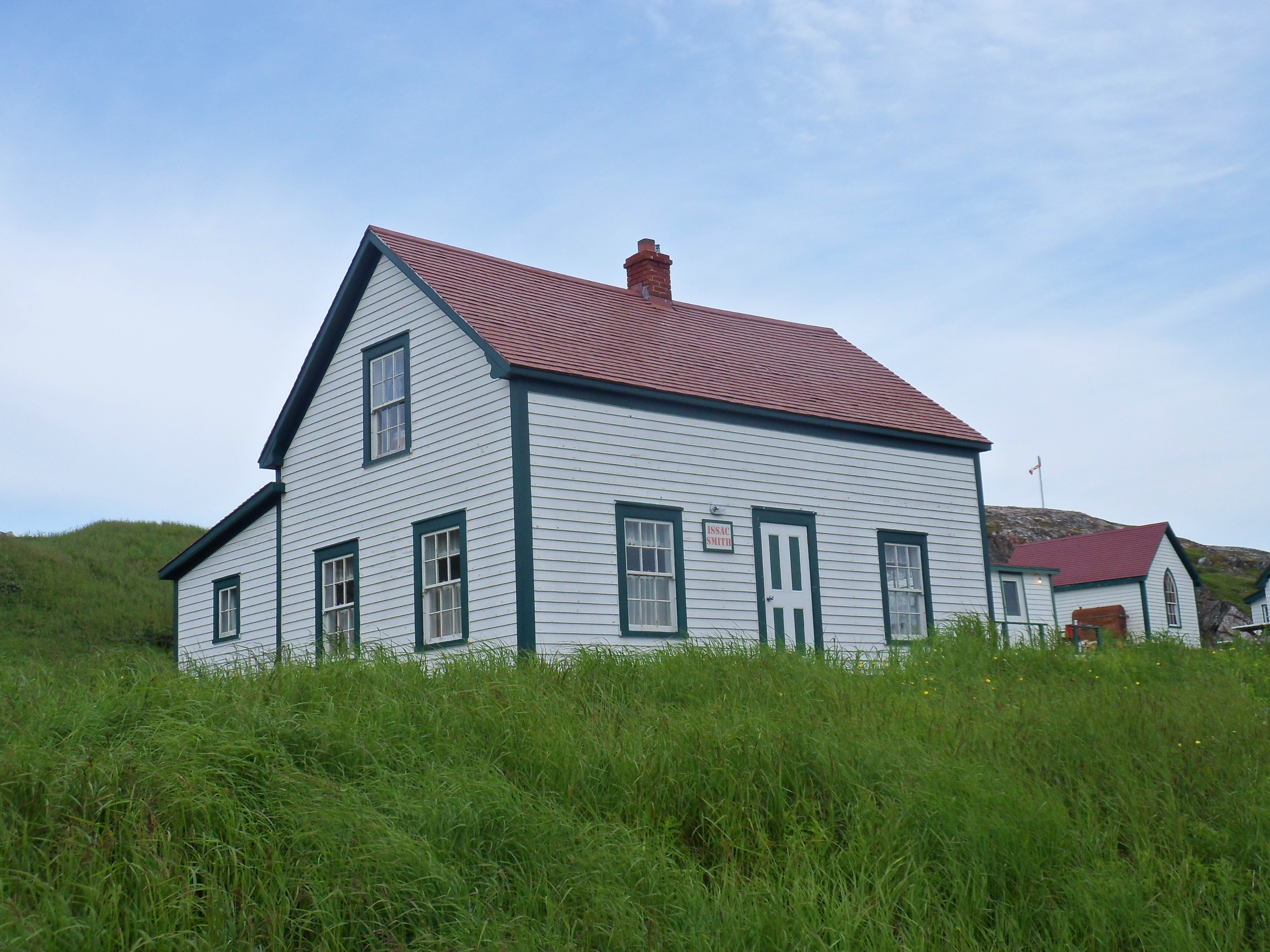
Het vroege-19e-eeuwse Isaac Smith House